# Інге Гаммарстрем
Інге Гаммарстрем (швед. Inge Hammarström; нар. 20 січня 1948, Сундсвалль) — шведський хокеїст, що грав на позиції крайнього нападника. Грав за збірну команду Швеції.

## Ігрова кар'єра
Професійну хокейну кар'єру розпочав 1964 року.
Протягом професійної клубної ігрової кар'єри, що тривала 19 років, захищав кольори команд «Віфстра/Естрандс» (згодом «Тімро»), «Брюнес», «Торонто Мейпл-Ліфс» та «Сент-Луїс Блюз».
Виступав за збірну Швеції, зокрема на Зимових Олімпійських іграх 1972 в Саппоро.

## Нагороди та досягнення
- Чемпіон Швеції в складі клубу «Брюнес» — 1970, 1971, 1972, 1980.

## Скаут
З 1990 по 2008 роки він був головним скаутом в Європі клубу НХЛ Філадельфія Флайєрз. Саме він відшукав найяскравішу зірку шведського хокею Петера Форсберга. 